# 麻生学
麻生 学（あそう まなぶ）は、日本のテレビドラマディレクター、映画監督、脚本家。

## 人物
フリーの助監督として三池崇史や堤幸彦の現場を経て、劇場映画『千里眼』でデビュー。

## 主な監督作品

### テレビ
- 新・俺たちの旅 Ver.1999（1999年、日本テレビ）
- 困ったひとたち（2000年、フジテレビ）
- 刑法三九条　フラッシュバック（2000年、テレビ東京）
- セブンズ フェイス（2000年、WOWOW）
- shin-D「Happiness」（2001年、日本テレビ）
- オヤジ探偵（2001年、テレビ朝日）
- 撃つ薔薇（2002年、WOWOW）
- 演技者「TEXAS」（2002年、フジテレビ）
- オヤジ探偵２（2002年、テレビ朝日）
- 相棒 警視庁ふたりだけの特命係（season1）（2002年、テレビ朝日）
- スカイハイ（2003年、テレビ朝日）
- 恋する日曜日「電車」（2003年、BS-i）
- ケータイ刑事 銭形舞（2003年、BS-i）
- 京都地検の女（2003年,2005年,2007年,2009年　テレビ朝日）
- スカイハイ2（2004年、テレビ朝日）
- 霊感バスガイド事件簿（2004年、テレビ朝日）
- ミステリー民俗学者 八雲樹（2004年、テレビ朝日）
- 雨と夢のあとに（2005年、テレビ朝日）
- 愛の道　チャイナロード（2005年、BS-i）
- 着信アリ（2005年、テレビ朝日）
- 女刑事みずき〜京都洛西署物語〜（2005年、テレビ朝日）
- 銭華 銀座ホステス株バトル（2006年、日本テレビ）
- 黒い太陽（2006年、テレビ朝日）
- だめんず・うぉ〜か〜（2006年、テレビ朝日）
- 帰ってきた時効警察（2007年、テレビ朝日）監督／脚本
- 黒い太陽 '07 スペシャル（2007年、テレビ朝日）
- 長い長い殺人（2007年、WOWOW）
- あしたの、喜多善男（2008年、フジテレビ）
- ケータイ捜査官7（2008年、テレビ東京）
- 7人の女弁護士 第2シリーズ（2008年、テレビ朝日）
- ウォーキン☆バタフライ（2008年、テレビ東京）
- 東京少女 「目ン玉少女」「サンタの贈り物」（2008年、BS-i）
- 空飛ぶタイヤ（2009年、WOWOW）
- マイガール（2009年、テレビ朝日）
- ブラッディ・マンデイ Season2（2010年、TBS）
- アザミ嬢のララバイ（2010年、毎日放送）
- 幻夜（2010年、WOWOW）
- ハンマーセッション!（2010年、TBS）
- 最上の命医（2011年、テレビ東京）
  - 最上の命医2016（2016年、テレビ東京）
  - 最上の命医2017（2017年、テレビ東京）
  - 最上の命医2019（2019年、テレビ東京）
- 遺留捜査（2011年、テレビ朝日）
- バラ色の聖戦（2011年、テレビ朝日）
- 医療捜査官 財前一二三２（2011年、フジテレビ）
- 罪と罰（2012年、WOWOW ドラマW）
- 医療捜査官 財前一二三３（2012年、フジテレビ）
- 天の方舟（2012年、WOWOW）
- 淋しい狩人（2013年、フジテレビ）
- スケート靴の約束（2013年、テレビ東京）
- クロハ 〜機捜の女性捜査官〜（2015年、テレビ朝日）
- 伝説の監察医　オニグマの事件簿２（2015年、TBS）
- 弁護士 倉沢由法の事件ファイル(2016年、TBS）
- ミステリー作家・朝比奈耕作シリーズ「花咲村の惨劇」（2016年、TBS）
- 隠れ菊（2016年 NHK-BS）
- スリル！黒の章（2016年 NHK-BS）
- ふぞろい刑事（2017年 TBS）
- ミステリー作家・朝比奈耕作シリーズ「鳥啼村の惨劇」（2018 TBS）
- 静おばあちゃんにおまかせ（2018年、テレビ朝日）
- 誘拐法廷〜セブンデイズ〜（2018年、テレビ朝日）
- ベビーシッター・ギン!（2019年 NHK-BS）
- 伴走者（2020年 BS-TBS）
- M 愛すべき人がいて（2020年、テレビ朝日）
- 横山秀夫サスペンス「沈黙のアリバイ」（2020年、テレビ東京）
- 横山秀夫サスペンス「モノクロームの反転」（2020年、テレビ東京）
- 泣くな研修医（2021年 テレビ朝日）＊朝烏ツワ子 名義
- 横山秀夫サスペンス「第三の時効」（2021年 テレビ東京）＊朝烏ツワ子 名義
- 横山秀夫サスペンス「ペルソナの微笑」（2023年 テレビ東京）＊朝烏ツワ子 名義
- 舟を編む（2024年、NHK-BS）

### 映画
- 千里眼（2000年）
- ござまれじ（2003年）
- 穴 夢穴（2004年）監督・脚本[1]
- 天使が降りた日 第1話 気まぐれ天使（2005年）
- 着信アリFinal（2006年）[2]

### ウェブ
- 恋は実家じゃ生まれない（2005年）

## 受賞歴
- 2008年「あしたの喜多善男」
  - 【第25回ATP賞】ドラマ部門最優秀賞

- 2009年「空飛ぶタイヤ」
  - 【日本民間放送連盟賞】テレビドラマ番組最優秀賞
  - 【東京ドラマアウォード】優秀賞
  - 【第26回ATP賞】グランプリ及びドラマ部門最優秀賞

- 2012年「天の方舟」
  - 米国【第41回国際エミー賞】テレビ映画/ミニシリーズ部門ノミネート

- 2020年「伴走者」
  - 【第36回ATP賞】奨励賞

- 2025年「舟を編む」
  - ドイツ【ワールド・メディア・フェスティバル】金賞
  - 【東京ドラマアウォード】優秀賞
  - 【第40回ATP賞】最優秀賞

## その他

### テレビ
- ぼくらの勇気 未満都市（1997年、日本テレビ）※演出助手
- ケイゾク（1999年、TBS）※演出補

### 映画
- マンハッタン・キス（1992年）助監督
- 極つぶし（1994年）助監督
- 新宿黒社会（1995年）助監督
- 大統領のクリスマスツリー（1996年）助監督
- 痴漢白書 劇場版 笑顔でサヨナラ（1997年）助監督
- 新生 トイレの花子さん（1998年）助監督